# Új-mexikói paprika
Új-mexikóinak a közönséges paprika (Capsicum annuum) fajtaváltozatainak egy nagyobb, enyhén, illetve közepesen csípős (500–2500 Scoville-egység) csoportját nevezzük.

## Élőhelye
Főleg Új-Mexikóban, Kaliforniában, Arizonában és Texasban termesztik; összesen mintegy 16 ezer hektáron.

## Megjelenése
50–80 cm magasra nő meg. Levelei oválisak, középzöldek, meglehetősen fogazottak; mintegy 7 cm hosszúak és 5 cm szélesek. Virágai fehérek, pettyezés nélkül. A hosszúkás, csúcsos, 5–30 cm hosszú termések lecsüngenek a hajtásokról. Éretlenül sötétzöldek, éretten különböző árnyalatú vörösek (néhány díszítő fajta sárga vagy barna). Növényenként és évente 10-20 paprikát hoz; érési periódusa mintegy 80 nap.

## Változatok
Legismertebb fajtái:
- Anaheim M (enyhe, 20 cm hosszú);
- Anaheim TMR 23 (enyhe, 20 cm hosszú és mozaikvírus-rezisztens);
- Chimayo (15 cm hosszú, vékonyfalú);
- Espanola Improved (12–15 cm hosszú, közepesen csípős);
- Fresno (5 cm hosszú, álló helyzetű, közepesen csípős);
- New Mexico No 6-4 (a legáltalánosabban termesztett, 18 cm hosszú, közepesen csípős);
- NuMex "Big Jim" (elérheti a 30 cm-t is, közepesen csípős);
- NuMex "Eclipse" (csokoládébarna, enyhe, 12 cm-es);
- NuMex "Joe E. Parker" (6-4-es változat továbbfejlesztése);
- NuMex "Sunrise" (világossárga, enyhe, 12 cm hosszú);
- NuMex "Sunset" (narancssárga, enyhe, 12 cm hosszú);
- NuMex "R Naky" (12–18 cm hosszú, enyhe);
- Sandia (közepesen csípős, 15 cm hosszú, vékony falú).

## Külső hivatkozások
- Paprikafajták és -változatok